# Petrovo Polje (Skender Vakuf)
Petrovo Polje (Campo de Pedro) es una aldea en Bosnia Central, Bosnia y Herzegovina, República Srpska, municipio de Kneževo. Hasta los años 60 del siglo pasado perteneció al antiguo municipio de Šiprage y luego, durante algún tiempo, al municipio de Kotor Varoš. 
Desde la antigüedad hasta la caída del Reino de Yugoslavia, el pueblo perteneció a Imljani.

## Geografía
Petrovo Polje es un largo pueblo de unos cuantos caseríos dispersos y una casa de montaña en la meseta de Petrovo polje, en las laderas del Monte Vlašić . 
Se extiende desde la aldea de Đurevina (elevación 1.243 m), con la Mala Ilomska (Pequeña Ilomska) (este) a las inmediaciones de la intersección de carreteras locales pavimentadas de este pueblo de agua Kneževo, Turbe e Imljani (oeste). Al norte limita con una línea que comienza en una pendiente pronunciada hacia el valle del río Vrbanja , en la elevación de la línea de 1.220 y 1140, y al sur con el valle de Ilomska.

## Aldeas y recursos de infraestructura
Además de Đurđevina las aldeas registradas son Nikodinović (este) y Petrovo Polje (en el sentido estricto), una vez el centro de la comunidad local. La mayor parte de Petrovo Polje se encuentra a una altitud de 1200-1240 m.
La escuela primaria de Petrovo Polje fue construida en 1958 y hoy está en ruinas. Pocos alumnos son educados en Imljani, donde hay una ambulancia local por la comunicación de asfalto, el pueblo, en la realización de la IFOR, conectado a la red eléctrica local y el suministro de agua : fuente Manatovac - Kneževo
La meseta tiene un importante potencial turístico, incluidos los manantiales de Kaursko y Bijeljina. Los destinos atractivos más cercanos son: arroyo Andrijevića, Arapovo Brdo, Nanovica, Bastovći, Bare, Bešić Voda, Bjelosavac, Blagojevići, Babanovac, Bare, Fuente de Bijeljine, Pearl Head e Ilomska, y sus cascadas, fuente de Kaursko, Manatovac, Ravni Omar y la casa del pescador - restaurante en Ugar, bajo Vitovlje etc.

## Historia
Durante la Segunda Guerra Mundial, esta pequeña aldea fue el centro de eventos importantes ya que se encontraba en una zona de operaciones de formaciones partisanas locales importantes. En 1943/1944 fue sede del comando de la unidad de apoyo del Cuartel General Supremo del Ejército de Liberación Nacional. De hecho, antes de la segunda sesión de la AVNOJ en Jajce (1943), estaba el Cuartel General Supremo Partisano dirigido por Josip Broz Tito. Tito mismo fue colocado bajo el mando de Petrovo Polje, en la aldea de Kovačevići, casa de acogida de buena reputación Husein Kovačević, consejeros del Comité Popular local Šiprage (Presidente del Comité: Ismet Hadžiselimović).
En Petrovo Polje, los partisanos construyeron un aeropuerto militar con superficie de tierra. El pueblo está situado en las laderas de Petrovo Polje, en el valle del río Vrbanja, debajo de la meseta Petrovo Pulje. Algunas fuentes afirmaron que Tito en ese momento vivía "en un pequeño pueblo debajo de Petrovo Polje".
Se han preparado y marcado áreas (de fuego) para el suministro de apoyo médico de la aviación y aliados de armamento y salidas de sus delegados. Así que en este lugar, antes de la segunda sesión de AVNOJ, en Jajce (1943) el (por paracaídas) y colgó la misión Inglés en relación con el NLA, dirigido por el Mayor William Deakin.
A principios de 1944, el 24 de abril, los chetniks atacaron las unidades partisanas y su hospital Cor, tras la partida de Šiprage. Por lo tanto, se centraron en tres áreas de impacto:
- Jalovnik y Vlatkovići, sobre Imljani,
- Šiprage sobre Petrovo Polje, y
- Kruševo Brdo sobre Lisina Mauntin (1493 m).

Más Imljani contrató menos energía, porque entre ellos y Korićanske stijene es una profunda garganta de la garganta del río Ilomska.
La mayoría de la Fuerza Chetnik en el campo encabezada por Petrovo Polje y Lisina Mountain. Al ganar las áreas dominantes de Lisina, se abriría el camino más rápido para avanzar (a través de Ilomska) hasta el Hospital.
Sobre Imljani y Petrovo Polje atacaron a los Chetniks desde Manjača (los destacamentos Chetnik "Kočić", "King Pedro II de Yugoslavia") y el destacamento "Obilić" de Lazo Tešanović. Sobre Petrovo Polje, según Lisina, realizó el famoso Chetnik Rade Radić y combinó el poder del Batallón de Chetnik "Karadjordje" y "Tankosić", bajo el mando de Mihajlo Đurić . Toda la campaña fue comandada por el comandante chetnik "comandante de la operación", Mayor Slavoljub Vranješević .
Al mismo tiempo, el primer batallón de destacamentos partidarios en Korićani y tres batallones de la 1.ª brigada de la Krajina fueron a buscar comida a Pougarje, al otro lado del cañón del Ugar. Así que los Hospitales de defensa sólo pudieron organizar el destacamento del 2º Batallón y un batallón de 14. Centralbosnian Stroke Brigade. Como todos estaban exhaustos de tifus, el hospital estaba en gran peligro. Por eso el destacamento del cuartel general envió mensajeros para buscar a su 1er Batallón, que era más numeroso. Estas fuerzas deben ser defendidas parte del frente del río, un afluente izquierdo Ilomska a su vertido en Ugar. El resto del frente, al norte, defendió el destacamento de combatientes, con la ayuda de tropas de Jajce, con la tarea de defender la línea a toda costa, porque la penetración de los chetniks en Korićani fue fatal para el hospital y para las unidades que la defienden. El destacamento del Segundo Batallón tenía un máximo de 120 combatientes sanos y capaces de luchar. Coincidentemente, él tenía, demostrará ser un arma decisiva: 12 ametralladoras y ametralladoras pesadas de la marca "Breda".
Cuando, desde la dirección de Petrovo Polje, desde las termas de Bijeljine, Chetniks se dirigió a Lisina partisanos dispararon una ametralladora, que les hizo desarrollar sus fuerzas a lo largo de Ilomska, la longitud del frente de unos tres kilómetros. Es mucho más fácil para una acción planificada de los partisanos, porque los chetniks fueron forzados a tomar las debidas precauciones, fuego ineficaz mientras se acercaban a través del denso bosque.
En un enfrentamiento dramático sobre los partidarios de Lisina, gracias a la eficiencia de los ametralladores, evitar tomar las posiciones tácticamente importantes. Literalmente segaron a Chetniks al asaltar las laderas de la montaña hasta el Ravni Omar, causándole una derrota clave y final en este terreno.